# Drama
El drama, también conocido como literatura dramática, es un género literario que, junto a la poesía y la épica, es uno de los primeros grandes géneros en los que se dividió la literatura. El término proviene del griego δράμα, que significa “hacer” o “actuar”; sin embargo, su significado en español incluye, dentro de sus acepciones, al texto literario cuya intención es la de ser puesto en escena. El drama es cualquier texto literario escrito para ser representado ante un público.  Las dos máscaras asociadas al drama representan la tradicional división genérica entre comedia y tragedia.

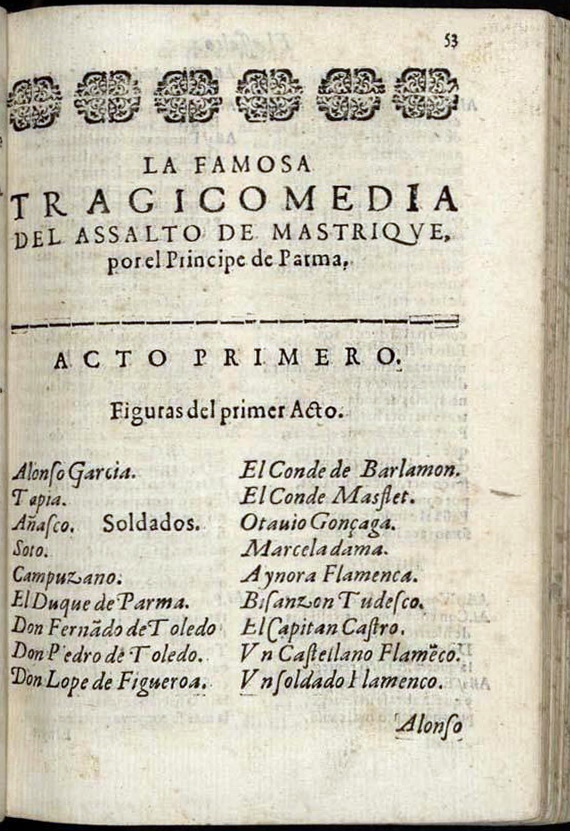
Doze comedias de Lope de Vega Carpio... Sacadas de sus originales : quarta parte, ahora en la Biblioteca Nacional de España. Sig. R/24987.

El uso del vocablo «drama» en un sentido más estricto para designar un tipo específico de obra data de la era moderna. En este sentido, «drama» se refiere a una obra que no es ni una comedia ni una tragedia; por ejemplo, la obra de Zola Thérèse Raquin (1873) o la obra de Chekhov Ivanov] (1887). Es este sentido más restringido el que las industrias cinematográfica y televisiva, junto con los estudios cinematográficos, adoptaron para describir «drama» como un género dentro de sus respectivos medios. El término «radionovela» se ha utilizado en ambos sentidos: originalmente se transmitía en directo. También puede utilizarse para referirse a la parte más intelectual y seria de la producción dramática de la radio.
La representación dramática en teatro, llevada a cabo por actores en un escenario ante un público, presupone modos de producción colaborativa y una forma de recepción colectiva. La estructura de los textos dramáticos, a diferencia de otras formas de literatura, está directamente influenciada por esta producción colaborativa y recepción colectiva.
En el género dramático, el autor lleva el desarrollo de la acción a la escena: los hechos no se relatan, sino que se representan. Su forma expresiva es el diálogo y los personajes adquieren vida gracias a un grupo de actores y actrices que lo escenifican. Suele llamarse drama a aquella obra que incluye temáticas, pasajes o elementos serios o graves, especialmente cuando tiene un "final trágico", pero el término hace referencia también a las obras cómicas (al menos en la cultura occidental, donde se considera que nació del término drama). Como género incluye, pues, tanto a la tragedia como a la comedia.

## Antecedentes históricos
A pesar de que existieron antecedentes en diversas partes del mundo, los estudiosos coinciden en que el género dramático tuvo su origen en Grecia. Al inicio, las representaciones teatrales estaban relacionadas con el culto a Dioniso, dios del vino y la alegría, y poseían por lo tanto un carácter sagrado. Dichas representaciones consistían en himnos dedicados a esa deidad o divinidad. Más tarde, fueron introduciéndose cambios a los cantos; de esta forma surge el género dramático propiamente dicho. 
Los dramaturgos griegos más importantes fueron: Tespis, el primero en sacar a un integrante del coro para crear un diálogo, al que llamó protagonista; luego, Esquilo saca a otro integrante del coro y lo pone a dialogar con el corifeo (jefe del coro), y lo llamó deuteragonista; por último, Sófocles introduce al tercer actor (triagonista), el decorado y aumenta los coreutas (los demás integrantes del coro).[cita requerida]
De la Antigua Grecia, la obra dramática pasó a Roma; sin embargo, antes de que Grecia fuera conquistada por los romanos, estos últimos ya habían desarrollado la farsa a manera de piezas muy breves, cómicas o bufonescas sin un texto escrito; destacan las atelanas, que son reconocidas por algunos especialistas como antecedentes de la comedia dell'arte. En esta cultura, que se caracterizó por sus juegos o ludi, donde los más populares eran los ludi circense o circos romanos (consistentes en carreras de carros, combates de fieras y peleas de gladiadores); los ludi scaenici, que eran los juegos dedicados al teatro, se inclinaron por la comedia, la cual fue mucho más exitosa y siguió el modelo de la comedia nueva, propuesto por Menandro. Los autores más destacados fueron comediógrafos, y los que han trascendido hasta nuestros días son Plauto y Terencio, mientras que Séneca se reconoce como el único dramaturgo destacado.[cita requerida]
Durante el primer período de la Edad Media, el género dramático se extinguió, y se olvidaron por completo las obras griegas. Alrededor de los siglos XI y XII los europeos reinventaron el teatro, y surgieron comedias escritas en latín, que eran representadas en monasterios, cortes y universidades; no era un teatro para el pueblo, sino que surgió en las iglesias y consistió en la dramatización de ciertas escenas del Evangelio. Dichas representaciones, escritas en lengua vulgar, se llevaban a cabo principalmente en las tres fiestas más importantes de la liturgia: Navidad, Epifanía y Resurrección.
A partir de la Alta Edad Media, las iglesias escenificaron versiones teatralizadas de acontecimientos bíblicos, conocidas como drama litúrgicos, para animar las celebraciones anuales. El ejemplo más antiguo es el tropo de Pascua ¿A quién buscáis? (Quem-Quaeritis) (c. 925). Dos grupos cantaban responsivamente en latín, aunque no se personificaban personajes. En el siglo XI, se había extendido por Europa hasta Rusia, Escandinavia e Italia; excluyendo España de la época islámica.
En el siglo X, Hrosvitha escribió seis obras en latín inspiradas en las comedias de Terencio, pero que trataban temas religiosos. Sus obras son las primeras que se conocen compuestas por una mujer dramaturga y el primer drama occidental identificable de la era postclásica. Más tarde, Hildegarda de Bingen escribió un drama musical, Ordo Virtutum (c. 1155).
Una de las más famosas de las primeras obras de secular es la obra pastoral cortesana Robín y Marion'], escrita en el siglo XIII en francés por Adam de la Halle. El interludio del estudiante y la muchacha (c. 1300), una de las primeras conocidas en inglés, parece ser la más cercana en tono y forma a las farsas francesas contemporáneas, como El muchacho y el ciego.'
Se conservan muchas obras de Francia y Alemania de la Baja Edad Media, cuando se representaba algún tipo de drama religioso en casi todos los países europeos. Muchas de estas obras contenían comedia, diablos, villanos y payasos. En Inglaterra, los gremios comerciales comenzaron a representar vernácula «mystery plays», que se componían de largos ciclos de muchos playlets o “pageants”, de los cuales cuatro son extant: York (48 obras), Chester (24), Wakefield (32) y las llamadas «N-Town» (42). La segunda obra de los pastores del ciclo de Wakefield es una farsa sobre una oveja robada que su protagonista, Mak, trata de hacer pasar por su hijo recién nacido dormido en una cuna; termina cuando los pastores a los que ha robado son convocados a la Natividad de Jesús. Obras de moral del ciclo de Wakefield.
Las obras morales (un término moderno) surgieron como una forma dramática distinta hacia 1400 y florecieron a principios de la época isabelina en Inglaterra. Los personajes solían representar diferentes ideales éticos. Everyman, por ejemplo, incluye figuras como las Buenas Acciones, el Conocimiento y la Fuerza, y esta caracterización refuerza el conflicto entre el bien y el mal para el público. El castillo de la perseverancia (c. 1400-1425) representa el progreso de una figura arquetípica desde el nacimiento hasta la muerte. Horestes'] (c. 1567), una «moral híbrida» tardía y uno de los primeros ejemplos de obra de venganza inglesa, reúne la historia clásica de Orestes con un Vicio de la tradición alegórica medieval, alternando escenas cómicas, slapstick con otras serias, trágicas.  También fueron importantes en este periodo los dramas populares de la Mummers Play, representados durante la Navidad. Las mascaradas de la corte fueron especialmente populares durante el reinado de Enrique VIII.
La primera obra teatral escrita completamente en lengua española fue el Auto de los Reyes Magos. Se conserva incompleta (142 versos); falta la parte final, que debía mostrar la adoración de los reyes al Niño Jesús. Esta representación se escribió a fines del siglo XII o principios del siglo XIII y, como todas las de su tiempo, es anónima.

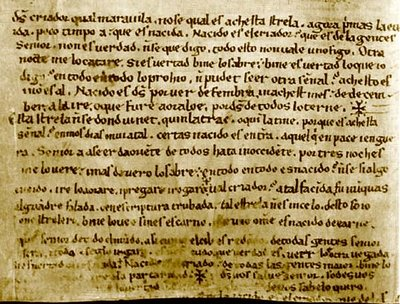
Página del códice manuscrito del Auto de los Reyes Magos,

## Características
Es un género destinado a ser representado públicamente frente a un auditorio, por lo que abarca todas las manifestaciones teatrales. Lo que sucede en la obra no está descrito ni narrado, ni comentado directamente por el dramaturgo, sino visto por el espectador. La obra está escrita, pero lo principal en ella es lo que ocurre (debido a esto, existen obras dramáticas sin palabras, en las cuales se utilizan gestos y actitudes que expresan el conflicto).
La obra teatral se caracteriza por la reunión de ellas en diversos códigos, como el verbal, el paraverbal y el no verbal. Cuando hablamos de código paraverbal, nos referimos a aquel que complementa al verbal, esto es entonación, énfasis y pausas. En la categoría de códigos no verbales encontramos los gestos, la música, el sonido, la iluminación, la escenografía, el vestuario y el maquillaje. Esta confluencia de códigos permite dar vida en el escenario al mundo creado por un escritor (que crea la obra dramática) y el director, que es el responsable del espectáculo u obra teatral.

## Géneros dramáticos históricos y contemporáneos
La teoría literaria lo ha dividido de diversas maneras; Aristóteles y Horacio, en sus respectivas poéticas, distinguieron a la tragedia y dentro de esta a la comedia. Posterior a dicha clasificación, aparecen otras formas teatrales:
- el auto;
- el paso;
- el entremés;
- el sainete;
- la tragicomedia;
- la pieza;
- el melodrama;
- la obra didáctica.

Una de las clasificaciones más aceptada es la que distingue entre géneros realistas y géneros no realistas. En un primer momento se reconoció dentro de los géneros realistas a la tragedia y la comedia, más tarde se reconocería a otros, tales como la obra didáctica y la tragicomedia (también conocida como comedia trágica clásica), mismos que empezaron a generarse desde el Renacimiento. Por último ha de sumarse la farsa, considerada por algunos como el "género imposible". Todos ellos tienen en común la representación de algún episodio o conflicto de la vida de los seres humanos por medio del diálogo de los personajes o del monólogo; además se caracterizan por emplear la función apelativa del lenguaje. Este género posee diversos elementos internos que son:
- Acto: la subdivisión más importante de la obra dramática, marcado por el cierre o caída del telón, o por un oscuro.
- Escena: división interna de acto, en donde actúan los mismos personajes. Se cambia por la entrada o salida de un personaje.
- Cuadro: es la ambientación física de la escenografía (lo que se quiere mostrar).

Otra clasificación aceptada por los especialistas es la que reconoce géneros mayores y menores. Según la teoría contemporánea de Eric Bentley y Luisa Josefina Hernández, existen siete géneros teatrales mayores:
- Tragedia: género realista. En la tragedia hay personajes ilustres, cuya finalidad es producir una crisis, es decir, una purificación del receptor (lector o espectador) y que culmina en muchas ocasiones con la destrucción social o física del protagonista. Es el más importante de los siete. Edipo rey de Sófocles es un ejemplo de este género.
- Comedia: género realista. En la comedia, los personajes son complejos, comunes y corrientes que encarnan los defectos y vicios de los seres humanos, el conflicto que se presenta es posible y probable en la vida real, si bien su contenido se exagera o ridiculiza en el intento por provocar la risa del receptor. El protagonista en este conflicto lucha con su antagonista en un intento fallido por lograr sus propósitos; fallido, porque sus intentos los llevan a diversas situaciones, en las cuales fracasa o es objeto de burla. El desenlace presenta una solución alegre al conflicto con la cual todos los problemas se alegran y todos quedan felices. Generalmente los autores a través de la risa intentan que el receptor reflexione acerca de lo que sucede en la obra y de esta manera pueda extraer una enseñanza si se ve identificado con alguno de los personajes. Por ello, algunos autores consideran que la comedia es moralista. Tartufo o el impostor de Molière es un ejemplo.
- Pieza: género realista (también conocido como Teatro Psicológico o Teatro Burgués). Se caracteriza por tener personajes comunes y complejos que se enfrentan a situaciones límites de su vida que terminan por reconocer, aunque esto no necesariamente genera un cambio interno en el protagonista. Los frutos caídos de Luisa Josefina Hernández es un ejemplo, otro ejemplo es Casa de muñecas de Henrik Ibsen.[15] Además de los mencionados, son reconocidos como autores de este género Strindberg, Chéjov y Arthur Miller.
- Melodrama: género no realista. Las anécdotas complejas donde los personajes son simples es la característica fundamental de este género. Busca que el espectador tenga una respuesta emocional superficial ante los sucesos de la escena. Los personajes tienen reacciones emocionales exacerbadas ante las acciones de los otros personajes. Hay un conflicto de valores opuestos que pueden estar en cualquier ámbito: moral, estético, etc. Nuestra Natacha de Alejandro Casona es un ejemplo.
- Tragicomedia: género no realista. El personaje protagónico simple, generalmente un arquetipo, está en busca de un ideal: el amor, la amistad, la fraternidad, etc. La anécdota es compleja. A pesar de lo que el nombre pueda sugerir, se trata de la unión o mezcla de la tragedia y la comedia. A este género pertenecen la mayoría de los cuentos infantiles (Hansel y Gretel, por ejemplo) aunque ha sido trabajada por grandes autores como Ibsen (Peer Gynt).[cita requerida]
- Obra didáctica: género no realista. Caracterizada por presentarse en forma de silogismo que invita a la reflexión del espectador y que a partir de ella tenga un aprendizaje. Los personajes son simples y la anécdota compleja. El círculo de tiza caucasiano de Bertolt Brecht es un ejemplo claro.
- Farsa: género imposible. Su característica principal radica en la unión de una sustitución de la realidad (de lenguaje, de lugar, etc.) con elementos de cualquiera de los otros seis géneros, por ello no es un género puro. Es simbólica. Sus orígenes se remontan a Aristófanes pero es en el siglo XX cuando este género toma verdadera importancia y relevancia. La cantante calva de Eugène Ionesco es el más claro ejemplo de ello.

En el teatro contemporáneo coexisten numerosas formas y estilos teatrales, más o menos teorizadas:
- el teatro del absurdo;
- el teatro existencialista;
- el teatro surrealista;
- el teatro realista;
- el teatro épico;
- el teatro de la crueldad;
- el teatro social;
- el teatro de agitación;
- el teatro de vanguardia;
- el teatro experimental.

## Diferencia entre el drama y teatro
Algunos teóricos del siglo XX insisten en la diferenciación categórica entre el drama y el teatro. El primero sería la versión constituida en lo absoluto por elementos lingüísticos, formando parte entonces de lo que se considera un género literario, cuya particularidad es el predominio de la función apelativa del lenguaje, la ausencia de un mediador (intérpretes, actores) entre el mundo creado (la realidad ficticia) y el lector y la posibilidad virtual de ser representado.
El teatro es la concreción del drama e incluye la actuación, la música, etc. Es decir, elementos que no le son propios al drama como realidad lingüística acotada solamente al discurso. El análisis de un drama puede hacerse desde la crítica literaria, mientras que el análisis del teatro debe incluir factores como la actuación, la evaluación del espectáculo, los músicos, la iluminación, etc.
Desde la perspectiva de la etnoescenología (campo interdisciplinario que estudia los fenómenos y comportamientos humanos espectaculares organizados, PCHSO), el teatro es un subgrupo dentro del conjunto de formas espectaculares organizadas. Se pueden distinguir tres aspectos claves dentro del análisis de una forma espectacular: la espectacularidad, la Performatividad (Teatro) y el fenómeno de relación simbiótica o de empatía que se construye en la relación con el público (Pradier, 1996).
La pertinencia de la evaluación de estos aspectos del teatro como forma espectacular reside en el hecho de que toda forma espectacular responde a un contexto social. En este sentido, la dramaturgia y su manifestación espectacular por medio del teatro se organizan por medio de códigos que no son universales, sino que son particulares a un contexto histórico y cultural.

## Formas de representación verbal
- El diálogo: es el intercambio de mensajes entre dos o más personas, alternando los papeles de emisor y receptor. Se representa a través de los parlamentos de los personajes o voces dramáticas.
- El monólogo: es una forma discursiva que permite al personaje estando solo en el escenario, plantear dudas acerca de las decisiones o compromisos que va a tomar en su fuero interno. Es la expresión de pensamientos y sentimientos sin esperar respuesta.
- El soliloquio: es una forma discursiva en la cual el personaje habla en voz alta, estando solo, refiriéndose no a sí mismo, sino más bien al acontecer con presencia de un auditorio no necesariamente identificable. Su diferencia con el monólogo es muy sutil y está en la presencia de un interlocutor. Muchos autores no notan la diferencia entre ellos y toman los términos como sinónimos.
- El aparte: es una forma discursiva en donde un personaje habla en voz alta, suponiendo que los demás no lo escuchan, estableciendo además cierta complicidad con el público.
- El mutis: se caracteriza como el silencio de un personaje, que señala su retirada de la escena.

## El drama como género cinematográfico
Como género cinematográfico, el drama siempre plantea conflictos entre los personajes principales de la narración fílmica y provoca una respuesta emotiva en el espectador, a quien conmueve, debido a que interpela su sensibilidad. Los problemas de los personajes están relacionados con la pasión o con problemas interiores.
La temática de este tipo de películas es diversa, pero su eje principal es el amor. Cuando el énfasis en lo amoroso/emocional es exagerado, el drama se conoce como melodrama: en él, los personajes quedan limitados al carácter simplista de buenos o malos.
La mayor parte de las películas u obras teatrales promueven la moralidad como eje central y, por ello, tienen una dimensión didáctica acusada. La presencia de la música y la fotografía acentúan la credibilidad de la obra.